# 10:23

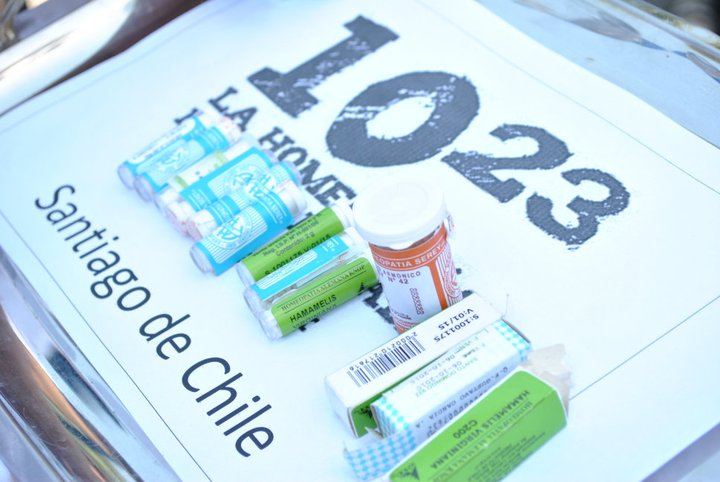
10:23 campanie Santiago de Chile.

10:23 este o campanie de protest împotriva homeopatiei derulată în mai multe orașe din peste 28 țări. Participanții susțin că homeopatia este o pseudoștiință, că mecanismul pe care se bazează este unul preștiințific și infirmat, iar refuzul tratamentului medical în favoarea produselor homeopate poate fi periculos pentru pacienți. Pentru a demonstra aceasta, participanții au luat doze masive de preparate homeopate.
Numele campaniei este derivat din numărul lui Avogadro, cu aproximație 6 x 1023, care sugerează lipsa moleculelor active din preparatele homeopate datorită diluțiilor mari.

## În 2010
Pe 30 ianuarie, membrii au participat într-un protest de luare în masă de supradoze de produse homeopatice în scopul de a demonstra că ele nu au efecte. New Zealand Skeptics a ținut un protest similar.

## În 2011
Un eveniment ulterior a avut loc pe 5-6 februarie 2011. Campania 1023 era de a promova motto-ul „Homeopatia - Nu e bună de nimic”.
Pe plan mondial campania a primit multe susțineri, în diferite localități. În România acestea au fost București, Iași, Sibiu și Timișoara.
Rezultatul acestor acțiuni au fost 54 de filmulețe care sunt menționate pe websiteul campaniei și sunt disponibile pe YouTube.

### Australia
În Australia campania a fost coordonată de Kylie Sturgess din partea Token Skeptic Podcast.

### Marea Britanie
În Marea Britanie, evenimentele au avut loc în Manchester, ca parte a QEDcon și în Cardiff.

## Reflectarea în media
- The Australian a descris campania 1023 într-un articol publicat online.[11]
- The Medical Observer a publicat un articol despre efectele campaniei 1023 din Melbourne.[12]
- Scepticul din Melbourne Dr Ken Harvey a declarat pentru Pharmacy News „campania este de informare asupra controlului transparent al autorității australiene a administrării terapeutice a bunurilor (TGA) și asupra produselor homeopatice.”[13]